# Túnel de Göta
O Túnel de Göta (em sueco: Götatunneln) liga a Praça Järntorget a Lilla Bommen, na parte central da cidade de Gotemburgo. É um túnel rodoviário de 1,6 km de extensão, com duas galerias, inaugurado em 2006. Faz parte da Götaleden, um troço da E45 no centro da cidade.